# であい・こうか八景
であい・こうか八景（であい・こうか はっけい）は、日本の滋賀県甲賀市で見られる魅力のある風景から選んだ8つの風物。

## 由来
近江八景に準え、市民の推薦場所から有識者選考委員会で絞り込み、さらに市のプロジェクトチームで決定した。
2009年12月5日、優れた史跡や豊かな自然の魅力を発見し、市内外に発信していくため、「であい・こうか八景」が発表された。

## 選考基準
- 甲賀市の豊かな自然環境を象徴するもの
- 未来に残したい、伝えたいもの
- 甲賀に暮らす私たちの誇りとなり、訪れる人々の感動を呼び、地域文化の発信地となるもの

## であい・こうか八景
であい・こうか八景における8つの風景。
1. びわ湖の源流
  - 鈴鹿山脈の御在所山に源を発し、甲賀市を貫流する野洲川。その支流では、春は桜、初夏は蛍、秋は紅葉、冬は雪景色など、見事な四季折々の風景に出逢えます。
2. 陶都の山容
  - 信楽では、笹ヶ岳をはじめとする峰々の稜線の美しさ、山道に咲く市の花「ササユリ」、渓流から流れる神秘的な「鶏鳴の滝」など、高原ならではの自然に出逢えます。
3. 豊かな田園
  - 良質な米を育てる甲賀の田園では、春は緑の早苗が風になびき、秋は黄金色の稲穂が頭をたれ、その風景は、豊かな甲賀の風土に出逢えます。
4. お茶のふるさと
  - 日本最古と伝えられる茶産地や、滋賀県下一の生産量を支える広大な茶畑では、初夏のころには緑豊かな風景と、ふくいくたるお茶の香りに出逢えます。
5. 甲賀の里を望む
  - 日本真鍮の元祖が祀られる庚申山からは甲賀の里が一望でき、眼下には国史跡に指定された「城跡」や日本の動脈「新名神」が望め、甲賀のいまむかしに出逢えます。
6. 東海道の道しるべ
  - 古城山は、東西南北どの方向から見ても山容を同じくせず、古来より交通の要衝にあって、街道を行き交う旅人の目印となり、また、東海道の土山・水口では宿場町として栄えた往時の息づかいに出逢えます。
7. 甲賀の車窓から
  - 甲賀市では、信楽高原鐵道・JR草津線・近江鉄道の3つの鉄道が自然の中を走る姿に出逢えます。里山をはじめとする鈴鹿連山など乗客の心を和ます四季折々の風景にも出逢えます。
8. 甲賀のにぎわい
  - 甲賀市には、住む人々の心意気により生まれ、脈々と受け継がれてきた祭りや伝統芸能が数多くあり、人や文化に出逢えます。さらに、新しく生まれた文化が、まちのにぎわいを広げます。

## ギャラリー

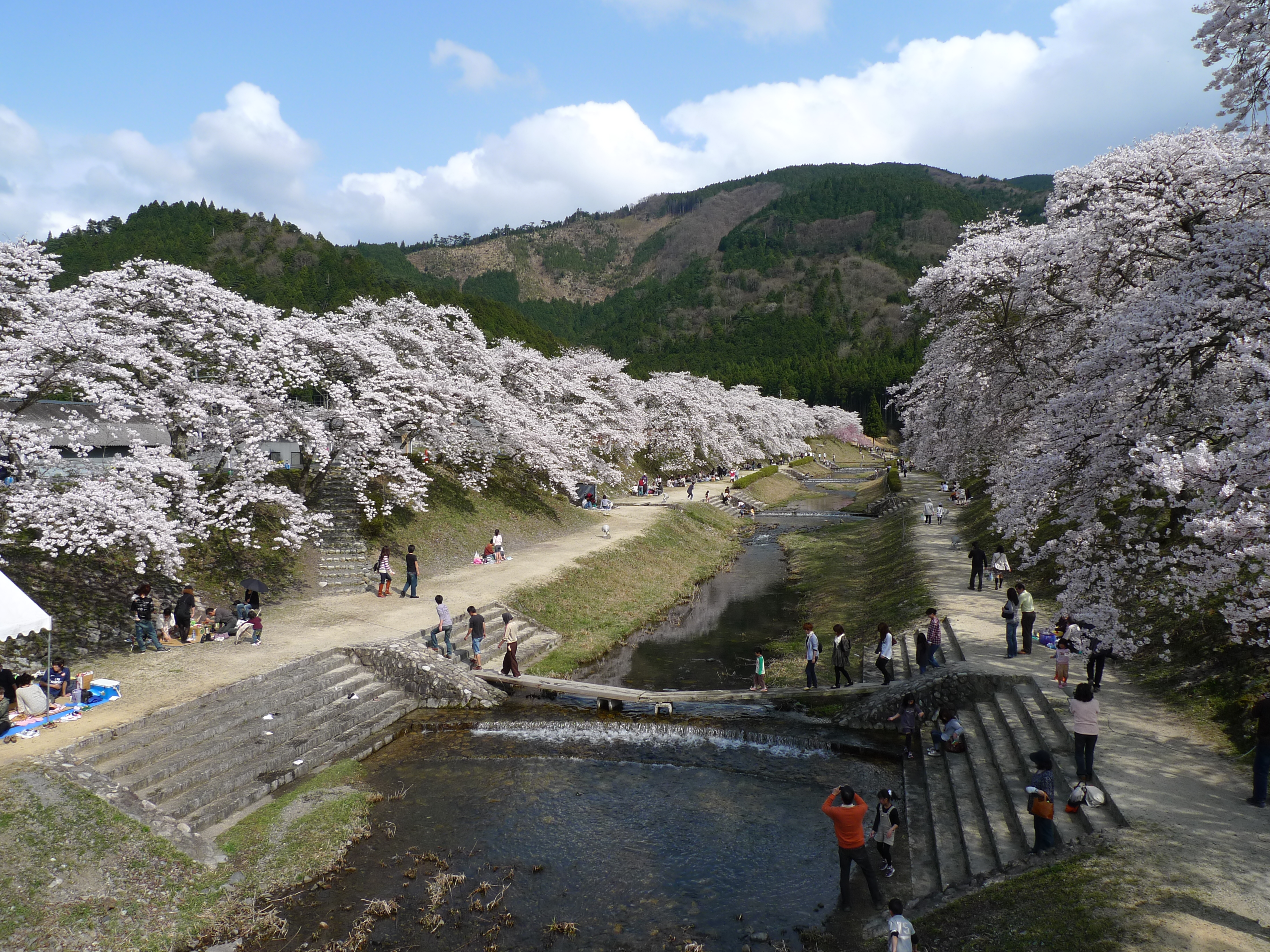
1.鮎河の桜
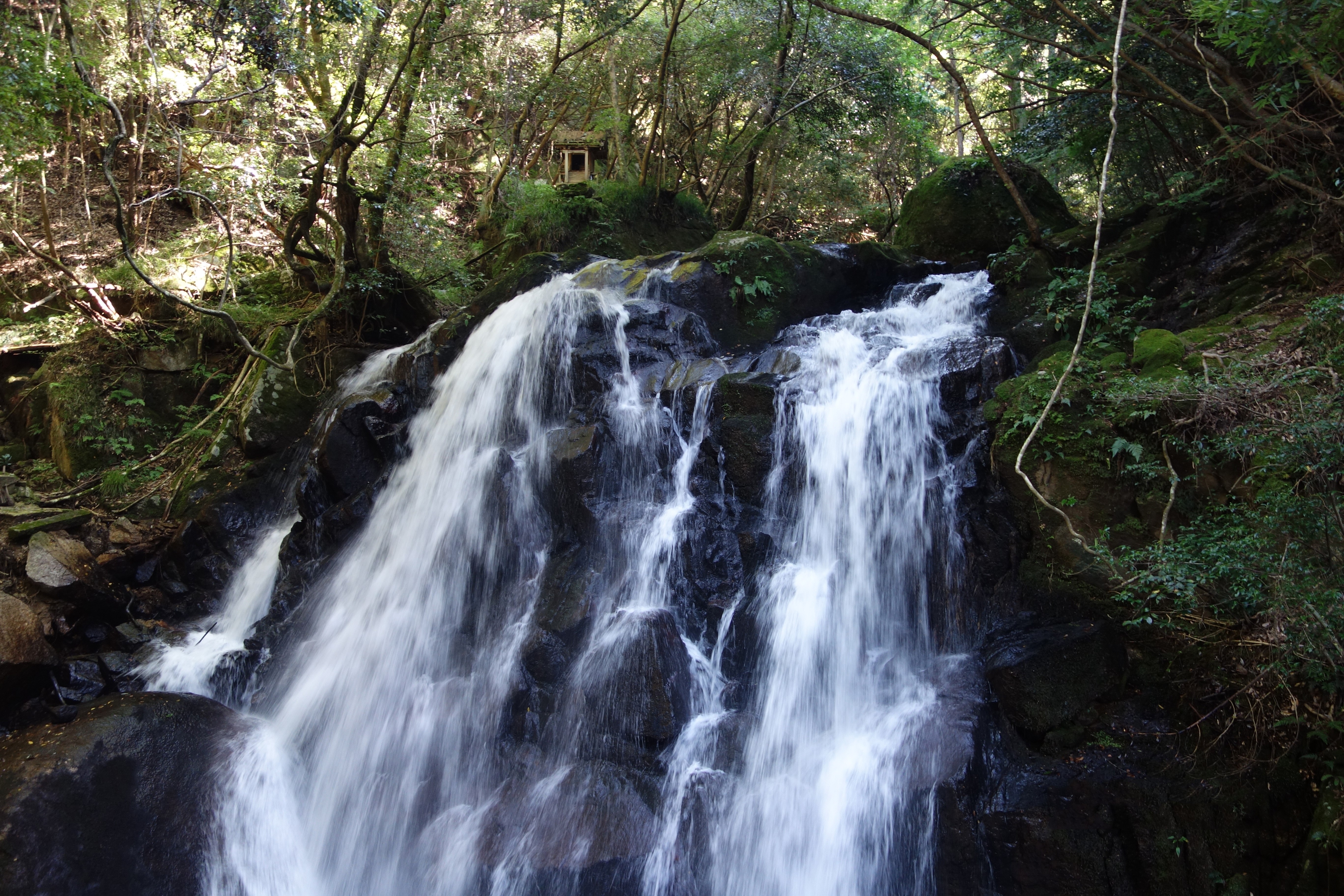
2.鶏鳴の滝
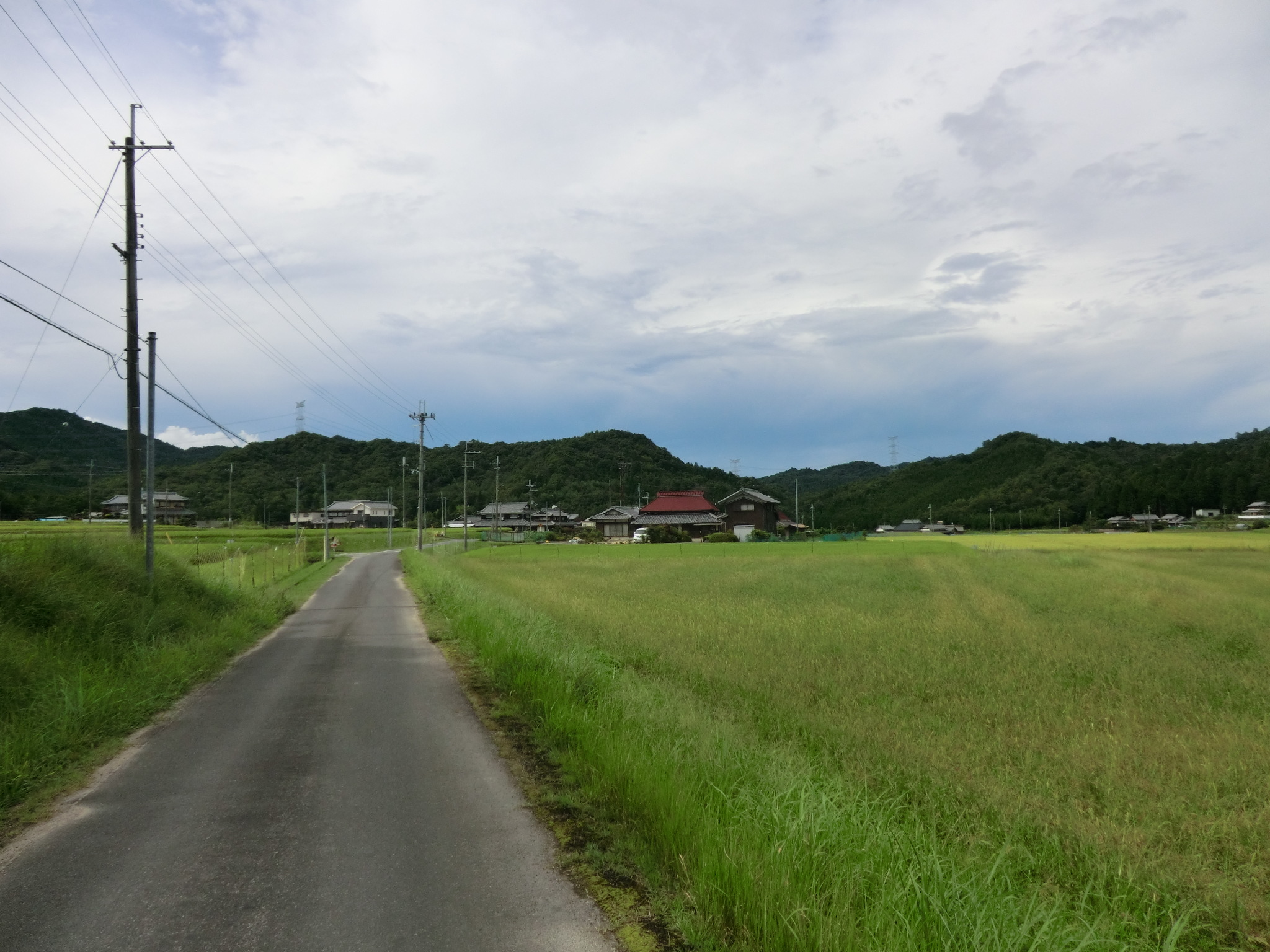
3.杉谷新田
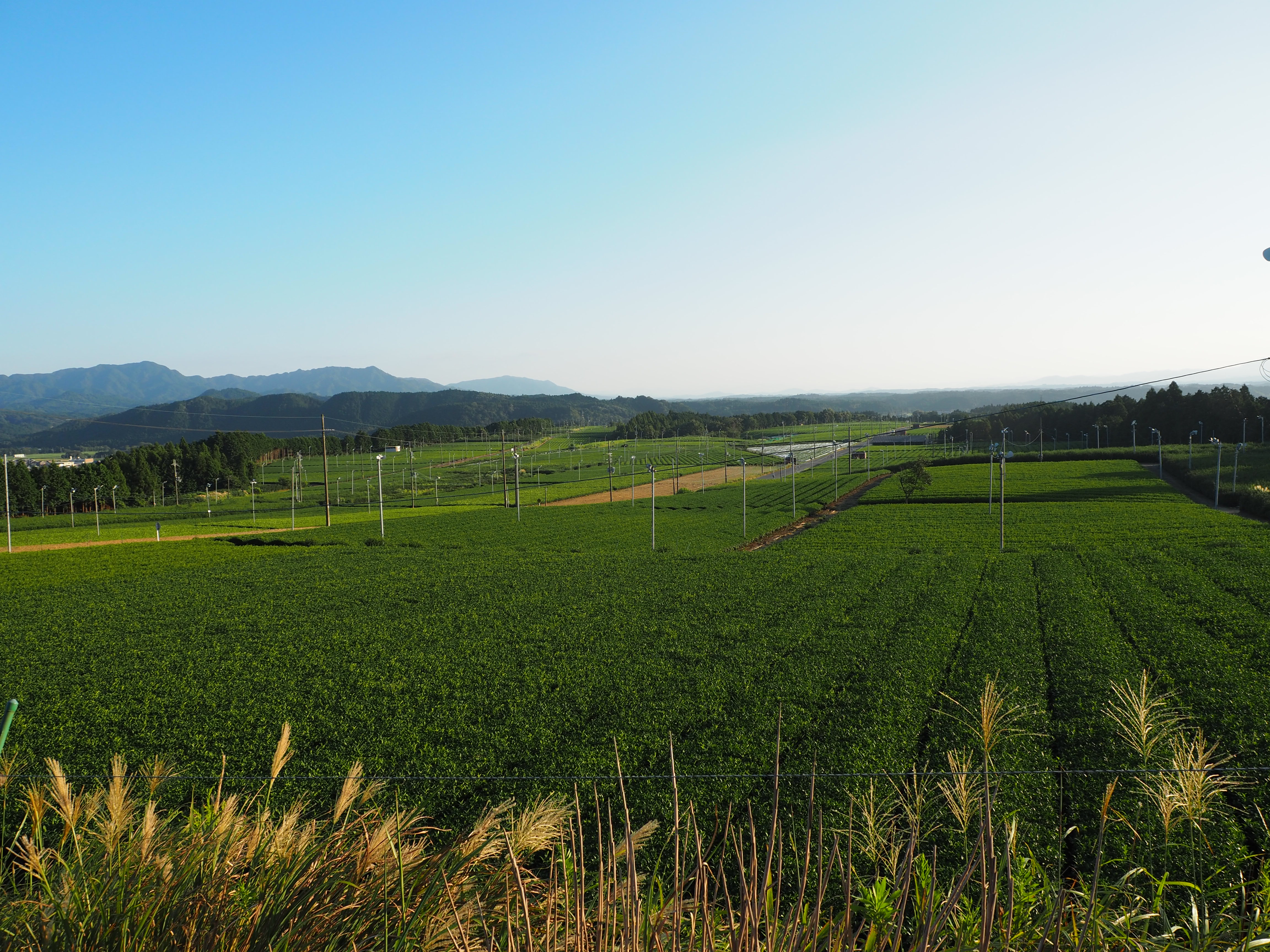
4.頓宮大茶園
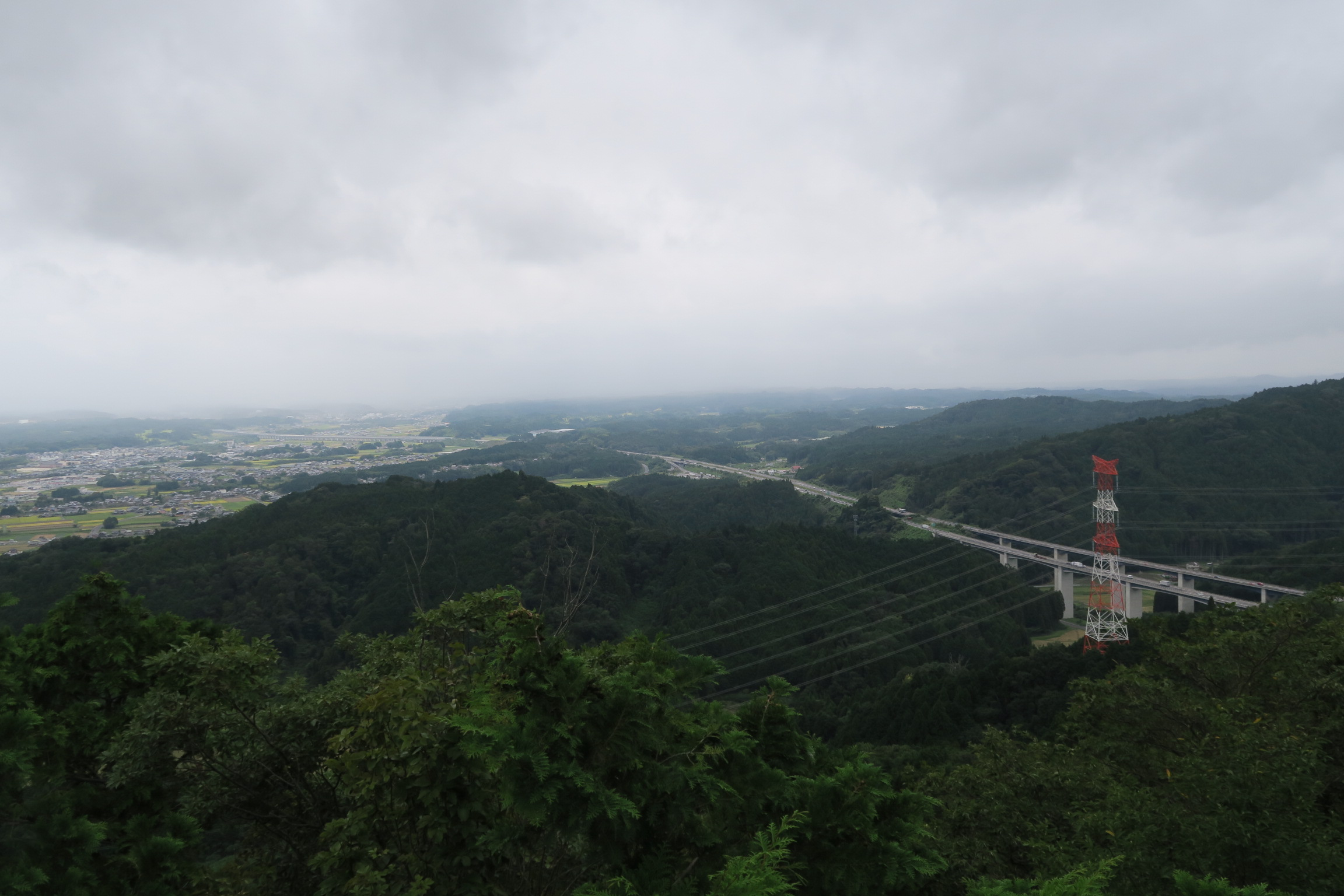
5.甲賀の里と新名神
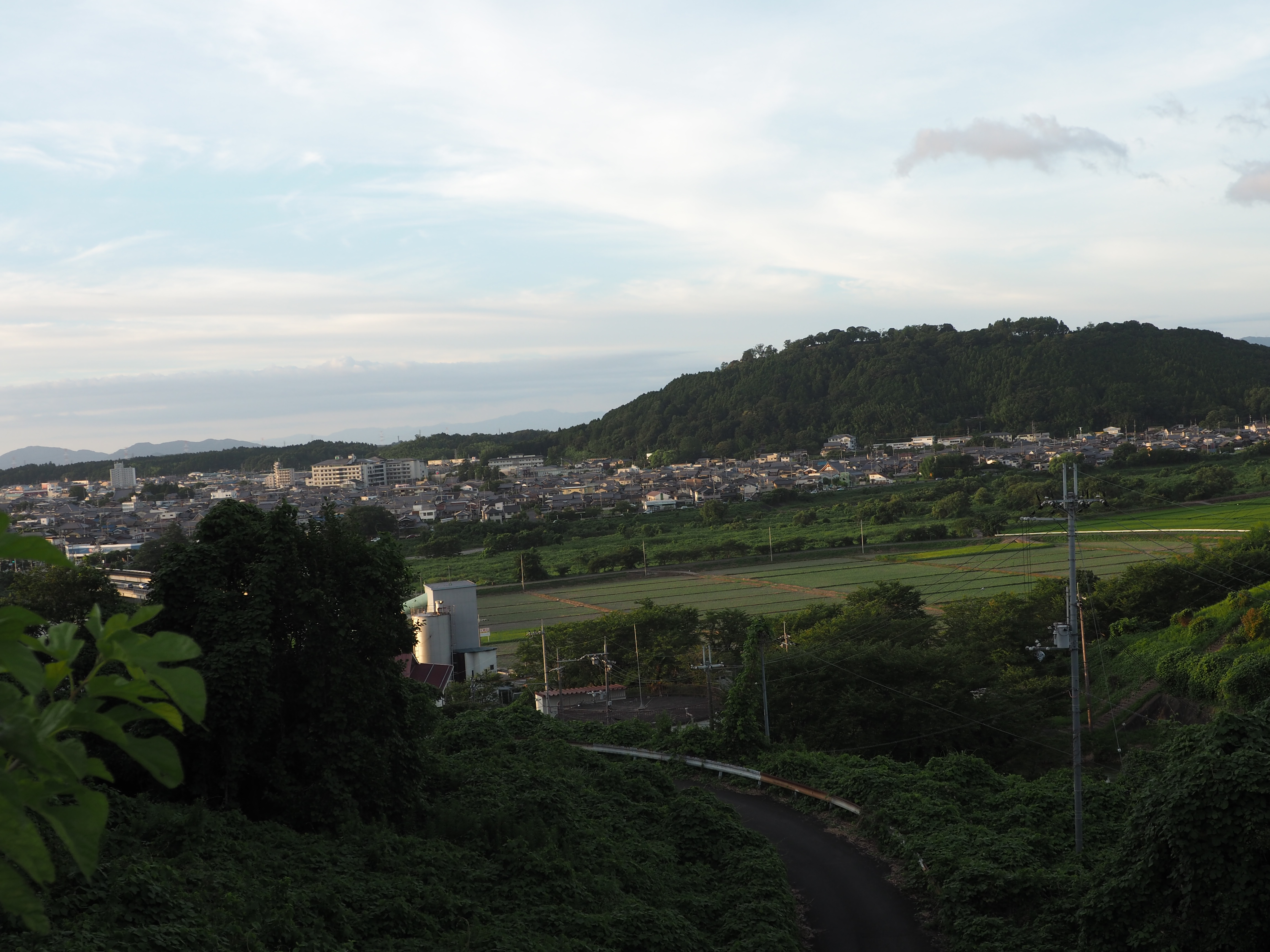
6.古城山
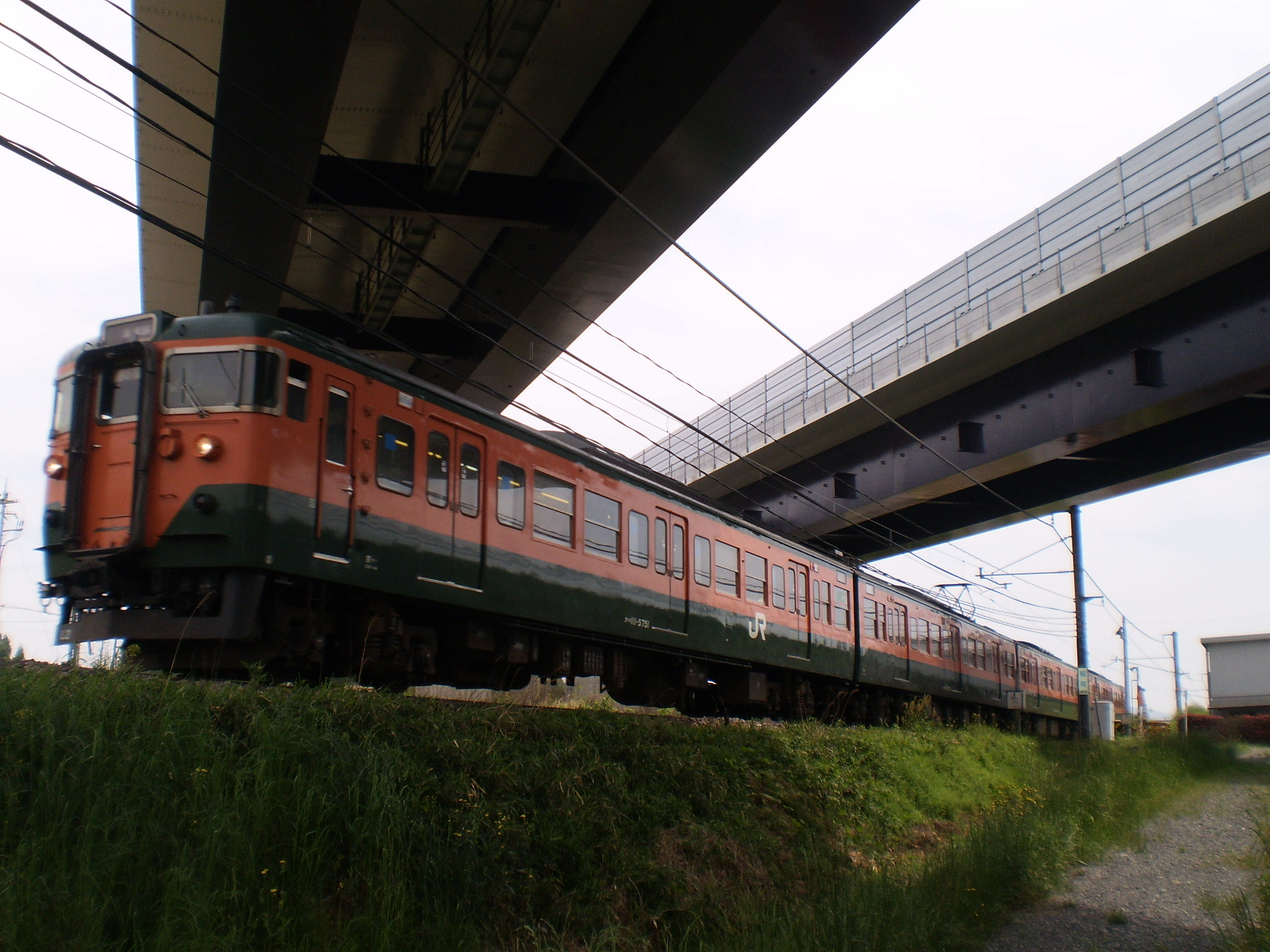
7.JR草津線
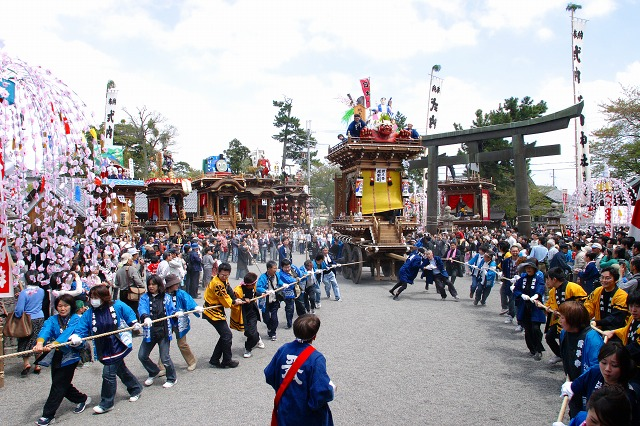
8.水口曳山祭

## 水口八景
甲賀市を構成する水口地域では、水口八景が昔から選ばれている。
- 1682年（天和2年）に選ばれたもの[2]

　　岡山の翠嵐、横田の長流、梅岡の曙月、飯道の晩霞、綾野の新雁、波濤の帰樵、矢川の遠鐘、日野の晴雪
- 江戸時代中期に選ばれたもの[2]

　　鶴沢の若菜、梅園の朝霞、沢田の早苗、牛淵の凉月、岡山の紅葉、綾野の草花、家松の寒鐘、高塚の雪夕
- 羽根田文明（1848年-1927年）が史的水口八景として選んだもの。各地に関する詩を詠んでいる。

　　古城山、嘉明社、大岡寺、尻振坂、牛ヶ淵、腰掛石、蓮花寺、義民塔
- 旧水口町（現甲賀市）で観光水口八景として選ばれたもの

　　飯道の朝霞（三大寺）、水口まつり（宮の前）、城山の翠嵐（水口）、笠かけの老杉（高山）、大岡寺のさくら（京町）、岩上の清流（新城）、庚申の秋色（山上）、大池寺蓬萊の庭（名坂）